# Gaston Kern
Gaston Kern (* 25. November 1939 in Bouxwiller) ist ein elsässischer Orgelbauer. Er gründete 1969 die Manufacture d’Orgues alsacienne in Straßburg und verlegte 1974 den Firmensitz nach Hattmatt im Elsass. Ab 2004 ging er nach und nach in Ruhestand.

## Leben
Gaston Kern begann 1953 seine Lehrzeit bei Ernest Mühleisen in Straßburg. Wenig später arbeitete er bei der Restaurierung der Andreas-Silbermann-Orgel in Marmoutier mit. 1968 legte er als erster Orgelbauer in Frankreich nach dem Zweiten Weltkrieg die Meisterprüfung ab. Da es noch keine Orgelbauschule gab, wurden die vier Bände von L’Art du facteuer d’orgues von Dom Bédos de Celles aus dem Jahr 1766 der Prüfung zu Grunde gelegt, weshalb sich Kern intensiv mit dem historischen Orgelbau auseinandersetzen musste, was großen Einfluss auf sein späteres Schaffen hatte. Von 1968 bis 1969 war er Mitarbeiter bei Orgelbau Vier.
1969 gründete Kern seine eigene Firma, die Manufacture d’Orgues alsaccienne, in Straßburg (Elsaß). Nach dem Erwerb des ehemaligen Bahnhofs in Hattmatt verlegte er 1974 seine Werkstatt dorthin.
Kern machte sich einen Namen als Spezialist für die Restaurierung von historischen Orgeln, besonders von Andreas und Johann Andreas Silbermann, Callinet und Stiehr. Nach den Worten des elsässischen Orgelsachverständigen Pie Meyer-Siat war er der „beste Callinet-Spezialist auf der ganzen Welt.“ Nach Deutschland lieferte Kern einige wenige Neubauten.
Ab 2004 zog sich Kern langsam zurück und übergab seine Werkstatt an die Firma seines Cousins Daniel Kern. Der Betrieb in Hattmatt bestand bis etwa 2012 und wurde dann mit der Werkstatt von Daniel Kern in Straßburg zusammengelegt, die 2018 aufgelöst wurde.

## Werkliste (Auswahl)
| Jahr | Ort                 | Gebäude                                                | Bild | Manuale | Register | Bemerkungen |
| ---- | ------------------- | ------------------------------------------------------ | ---- | ------- | -------- | --- |
| 1970 | Mittelbergheim      | Katholische Kirche St-Etienne                          |      | II/P    | 4        | [ 7 ] |
| 1971 | Lambach             | Katholische Kirche de l’imaculée-Conception            |      | III/P   | 14       | Das erste Manual ist als Koppelmanual angelegt.                                                                                    |
| 1972 | Neudorf             | Katholische Kirche St-Leon                             |      | II/P    | 7        | [ 9 ] |
| 1978 | Oltingue            | Katholische Kirche St-Martin                           |      | II/P    | 27       | Restaurierung der Callinet-Orgel von 1843                                                                                          |
| 1980 | Hagenau             | Evangelische Kirche                                    |      | II/P    | 20       | Neubau im Gehäuse der Orgel von Friedrich Weigle von 1895                                                                          |
| 1981 | Soufflenheim        | Katholische Kirche St-Michel                           |      | III/P   | 30       | Neubau im Gehäuse von Stiehr aus dem Jahr 1849                                                                                     |
| 1983 | Bischheim           | Protestantische Kirche                                 |      | II/P    | 16       | Rekonstruktion der 1716 für die Stephanskapelle zu Straßburg von Andreas Silbermann erbauten Orgel                                 |
| 1985 | Barr                | Protestantische Kirche St-Martin                       |      | III/P   | 43       | Restaurierung der Stiehr-Orgel von 1852                                                                                            |
| 1988 | Rœschwoog           | Katholische Kirche St-Barthélémy                       |      | III/P   | 31       | Restaurierung der 1808 von Michael Stiehr erbauten Orgel                                                                           |
| 1990 | Dingsheim           | Katholische Kirche St-Kilian                           |      | II/P    | 14       | Neubau im Gehäuse von Rohrer aus dem 18. Jahrhundert                                                                               |
| 1992 | Wasselonne          | Protestantische Kirche St-Laurent                      |      | III/P   | 30       | Restaurierung der Johann-Andreas-Silbermann-Orgel von 1745                                                                         |
| 1993 | Oberhergheim        | Katholische Kirche St-Léger                            |      | III/P   | 38       | Restaurierung der Orgel von Claude-Ignace Callinet aus dem Jahr 1853                                                               |
| 1994 | Ingolstadt          | St. Matthäus                                           |      | III/P   | 36       | [ 19 ] |
| 1995 | Saint-Étienne       | Katholische Kirche Notre Dame                          |      | III/P   | 36       | Restaurierung der Callinet-Orgel von 1837.                                                                                         |
| 1996 | Stuttgart           | Staatliche Hochschule für Musik und Darstellende Kunst |      | III/P   | 28       | [ 21 ] |
| 1998 | Vic-sur-Seille      | Katholische Kirche Saint-Marien                        |      | III/P   | 29       | [ 22 ] |
| 1998 | Straßburg           | Krypta des Straßburger Münsters                        |      | II/P    | 8        | [ 23 ] |
| 1999 | Ebersmunster        | Abteikirche St-Maurice                                 |      | III/P   | 29       | Restaurierung der Andreas-Silbermann-Orgel von 1732 zusammen mit Yves Koenig und Richard Dott.                                     |
| 1999 | München             | Kirche Patrona Bavariae                                |      | II/P    | 19       | |
| 2000 | Homburg-Sanddorf    | Privat                                                 |      | II/P    | 14       | [ 26 ] |
| 2001 | Waldolwisheim       | Katholische Kirche St-Pancrace                         |      | II/P    | 23       | Restaurierung der Stiehr-Orgel von 1863, die in dem 1733 von Andreas Silbermann für Rosheim errichteten Gehäuse erbaut worden war. |
| 2002 | Villingen           | Benediktinerkirche                                     |      | III/P   | 35       | Rekonstruktion der Silbermann-Orgel in neuem Gehäuse                                                                               |
| 2002 | Mertzwiller         | Katholische Kirche St-Michel                           |      | II/P    | 26       | Neubau in Anlehnung an die Stiehr-Orgel von 1846                                                                                   |
| 2003 | Salzburg            | Katholische Pfarrkirche Salzburg-Aigen                 |      | II/P    | 22       | In Anlehnung an Silbermann errichtet                                                                                               |
| 2005 | Schiltigheim        | Protestantische Kirche                                 |      | II/P    | 26       | Neubau im Gehäuse von Conrad Sauer (1800)                                                                                          |
| 2005 | Erlangen-Büchenbach | Katholische Kirche St. Xystus                          |      | II/P    | 25       | → Orgel |